# Boo gård
Denna artikel handlar om Boo gård på Värmdön. Se även Boo slott i Närke och Kylehov, även kallat Bo i Östergötland.
Boo gård, eller Boo herrgård, är en herrgård och tidigare säteri i kommundelen Boo i Nacka kommun. Nuvarande huvudbyggnad ritades på 1720-talet av Nicodemus Tessin d.y. som själv ägde och bodde i egendomen. Herrgården ligger vid Baggensfjärden  i Boo socken och är sedan 1977 ett byggnadsminne.

## Historik

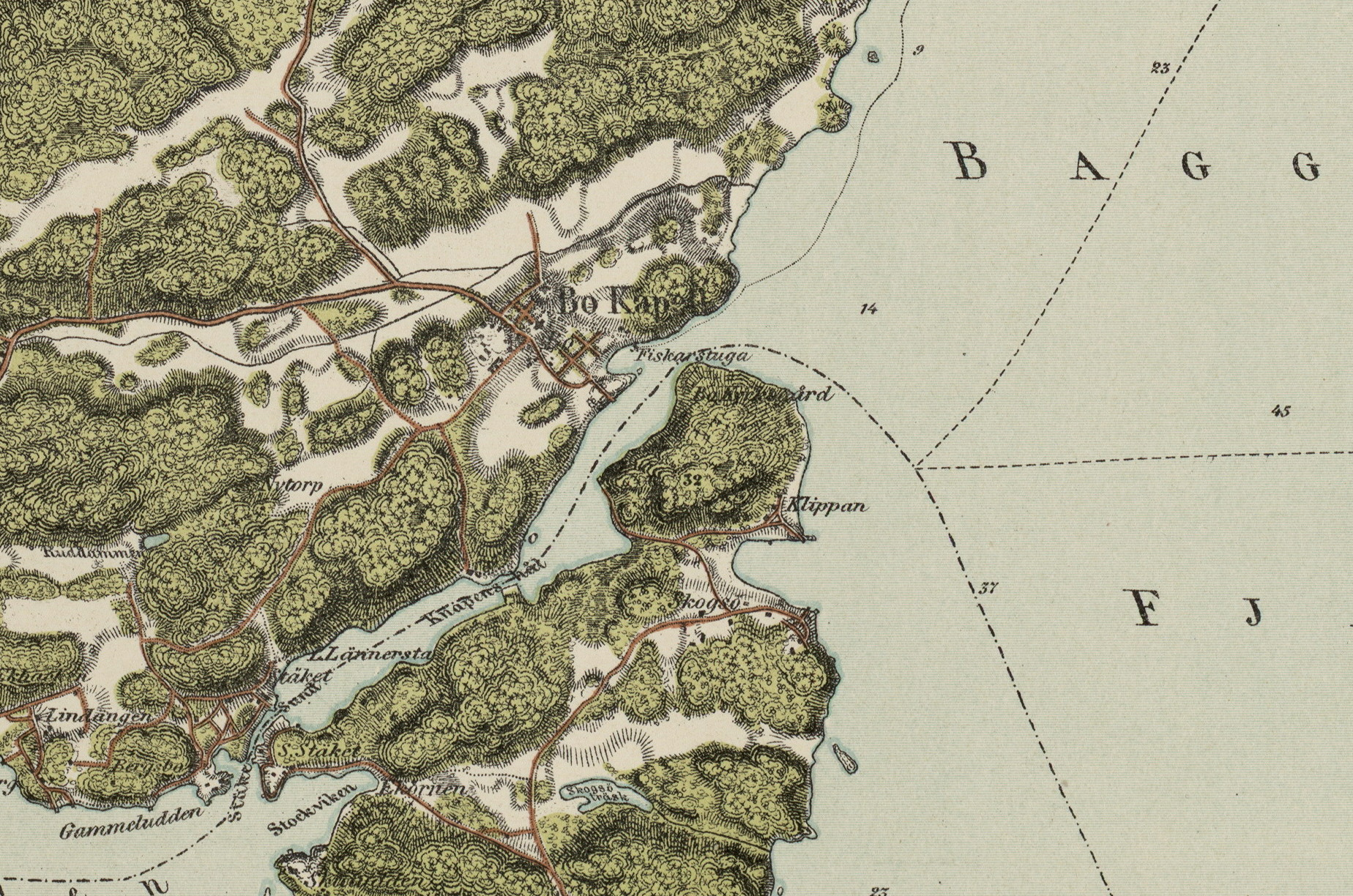
Boo gård på 1890-talet.

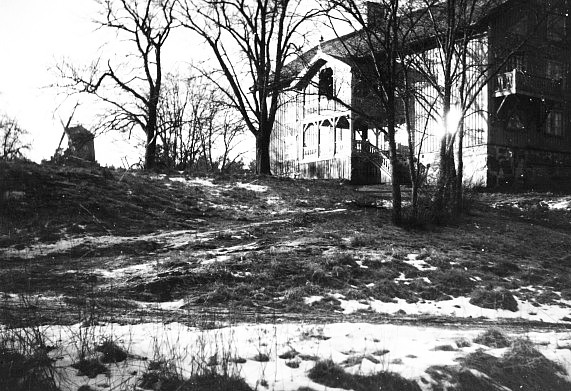
Boo gård och väderkvarn på 1940-talet.

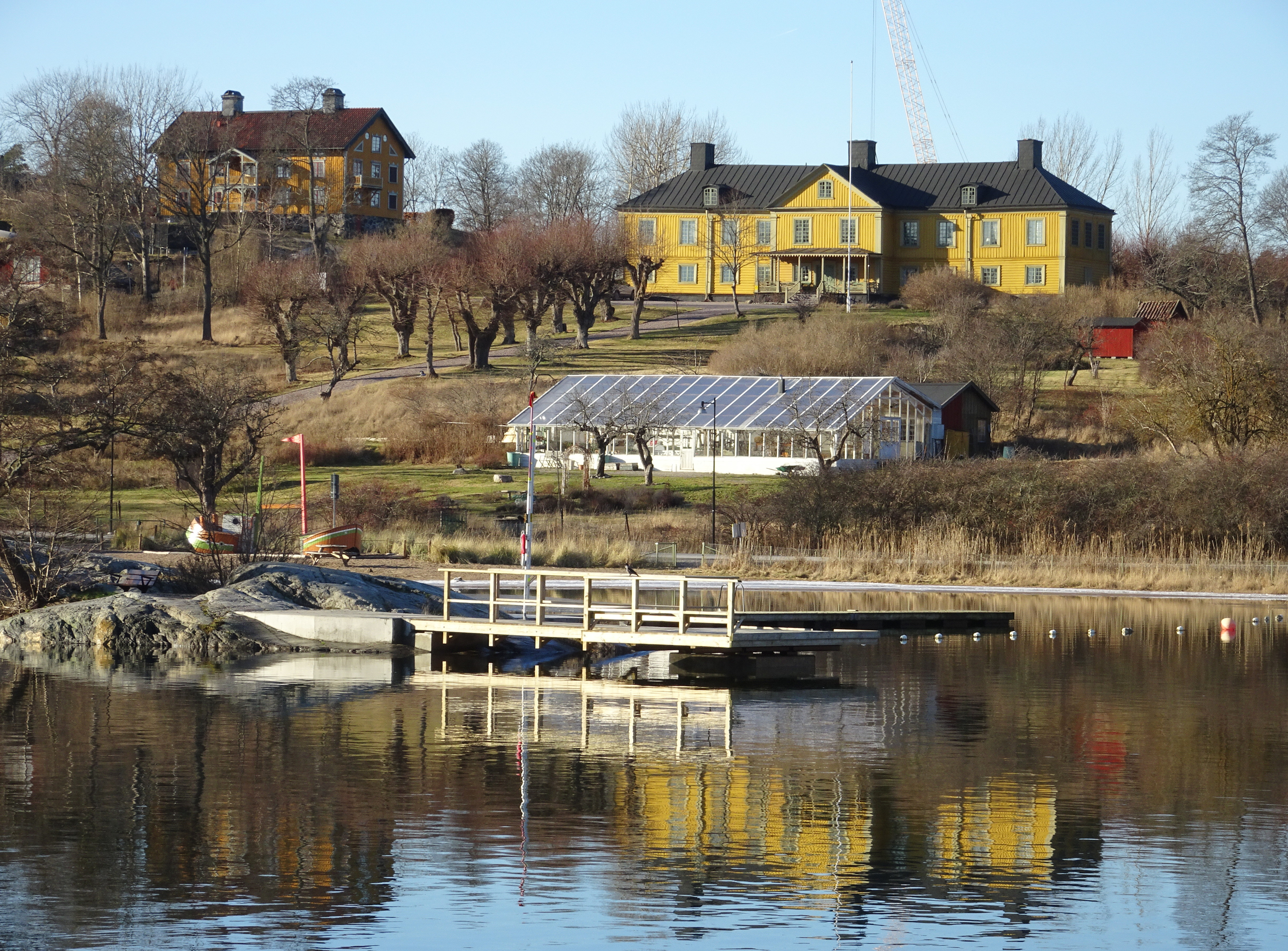
Boo gård sedd över Baggensfjärden från Boo gamla kyrkogård, februari 2020.

Det närbelägna gravfältet och Nackas enda runsten (se Upplands runinskrifter ATA2336/69) visar att gården har anor åtminstone tillbaka till vikingatiden. Gårdens äldsta namn var förmodligen Harg eller Hargsö, där det senare är belagt som namn på omgivningarna från 1282 framåt. Under medeltiden betydde beteckningen bo en förvaltningsgård inom ett jordagods, och här har termen blivit övertagen som ortnamn. På 1500-talet tillhörde egendomen bland andra Erik XIV:s amiral Jakob Bagge. I mitten av 1600-talet var Olof Bure ägare.
År 1700 förvärvades Boo gård av Nicodemus Tessin d.y. Gården brändes ner av ryssarna år 1719 under de så kallade rysshärjningarna. Efter detta lät Tessin uppföra den nuvarande huvudbyggnaden lite längre ner i strandsluttningen samt Boo kapell, det senare stod färdig 1724. Efter Nicodemus Tessin d.y. ägdes gården av hans son kanslipresidenten Carl Gustaf Tessin. År 1743 hemsöktes Boo igen av ryssarna. Denna gång fick huvudbyggnaden stå kvar men parken förstördes och allén höggs ner.
Huvudbyggnaden är en tvåvånings timmerbyggnad med valmat tak. Fasaderna är panelklädda och gulmålade. Entrén flyttades i senare tid från norrsidan till sydfasaden (sjösidan). Interiören förändrades under sen 1700-tal då ägaren E. von Sockenström bytte de öppna spisarna mot kakelugnar. Ytterligare förändringar och nyinredningar gjordes i mitten av 1800-talet när Boo ägdes av guldsmeden Magnus Dahlqvist och hans svärson kapten Carl Hampus Montgomery i adelsätten Montgomery. Båda fann sin sista vila på Boo gamla kyrkogård som ligger på andra sidan av Baggensfjärden mittemot gården.
Hans hustru Sofia Montgomery levde och bodde på Boo ända in till sekelskiftet 1900. Efter hennes död bildades 1906 ett fastighetsbolag av arvingarna och därefter började en omfattande styckning av marken för villabebyggelse. Ännu i slutet av 1970-talet bevarades Boo herrgård med park fortfarande av ättlingar till Montgomery.  Boo gård ägs och bebos i dag (2015) av familjen Ribbing och omfattar ett större park- och trädgårdsområde.

## Boo kapell
Huvudartikel: Boo kapell.

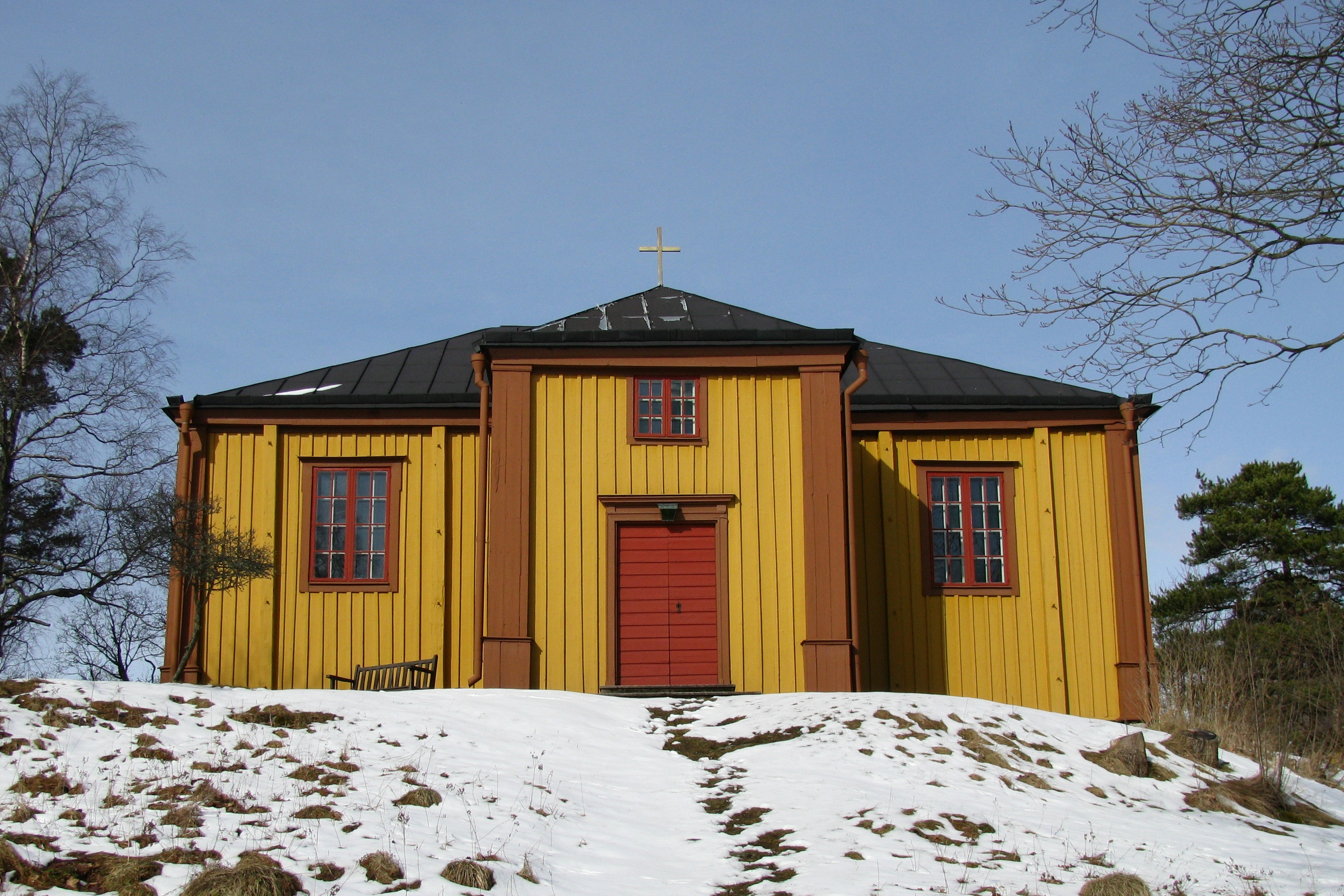
Boo kapell.

År 1724 uppfördes ett träkapell vid gården efter Nicodemus Tessins skisser. Detta kapell tjänstgjorde som enda gudstjänstlokal fram till 1923, då den nuvarande tegelkyrkan i Boo invigdes (Boo kyrka).

## Boo gårds väderkvarn
Boo gårds väderkvarn, stod mellan 1850 och 1950 på Boo kvarnberg väster om gården vid nuvarande Boo torn. Boo torn är ett utsiktstorn som uppfördes år 1996 och liknar den väderkvarn som stod här. Kvarnen var av holländsk typ och användes fram till 1910. Kvarnen skänktes till Boo kommun 1949, men brann ned året därpå.